# Barbara Clark
Barbara Lynne Clark, nach Heirat Barbara Lynne Parolin, (* 24. September 1958 in Coronation) ist eine ehemalige kanadische Schwimmerin. Sie gewann mit der Freistilstaffel 1976 eine olympische Bronzemedaille.

## Karriere
Barbara Clark begann im Alter von elf Jahren mit dem Schwimmsport. Bereits 1972 versuchte sie sich für die Olympischen Spiele zu qualifizieren, was ihr aber nicht gelang.
Bei den Weltmeisterschaften 1975 in Cali belegte Clark den sechsten Platz über 100 Meter Schmetterling. Die kanadische Freistilstaffel in der Besetzung Gail Amundrud, Jill Quirk, Becky Smith und Anne Jardin gewann die Bronzemedaille. Barbara Clark hatte im Vorlauf mitgeholfen, dass die Kanadierinnen das Finale erreichten.
1976 war Montreal Austragungsort der Olympischen Spiele. Barbara Clark verpasste als Neunte des Halbfinales den Finaleinzug über 100 Meter Freistil um 0,37 Sekunden. Zum Abschluss der Schwimmwettbewerbe wurde die Freistilstaffel ausgetragen. Im Vorlauf qualifizierten sich Gail Amundrud, Barbara Clark, Debbie Clarke und Anne Jardin für das Finale. Im Finale schwammen Amundrud, Clark, Becky Smith und Jardin auf den dritten Platz hinter der US-Staffel und der Staffel aus der DDR.
Barbara Clark war später Lehrerin in Leduc, Alberta. Als vor den Olympischen Winterspielen 2010 in Vancouver die Fackel durch ganz Kanada getragen wurde, war Barbara Clark auf einem Teilstück als Fackelläuferin dabei. 